# Liste des plus hautes constructions de Casablanca
 (décembre 2020).
Si vous disposez d'ouvrages ou d'articles de référence ou si vous connaissez des sites web de qualité traitant du thème abordé ici, merci de compléter l'article en donnant les références utiles à sa vérifiabilité et en les liant à la section « Notes et références ».
La liste des plus hautes constructions de Casablanca ci-dessous répertorie les constructions ayant la plus grande hauteur sur le territoire de Casablanca.

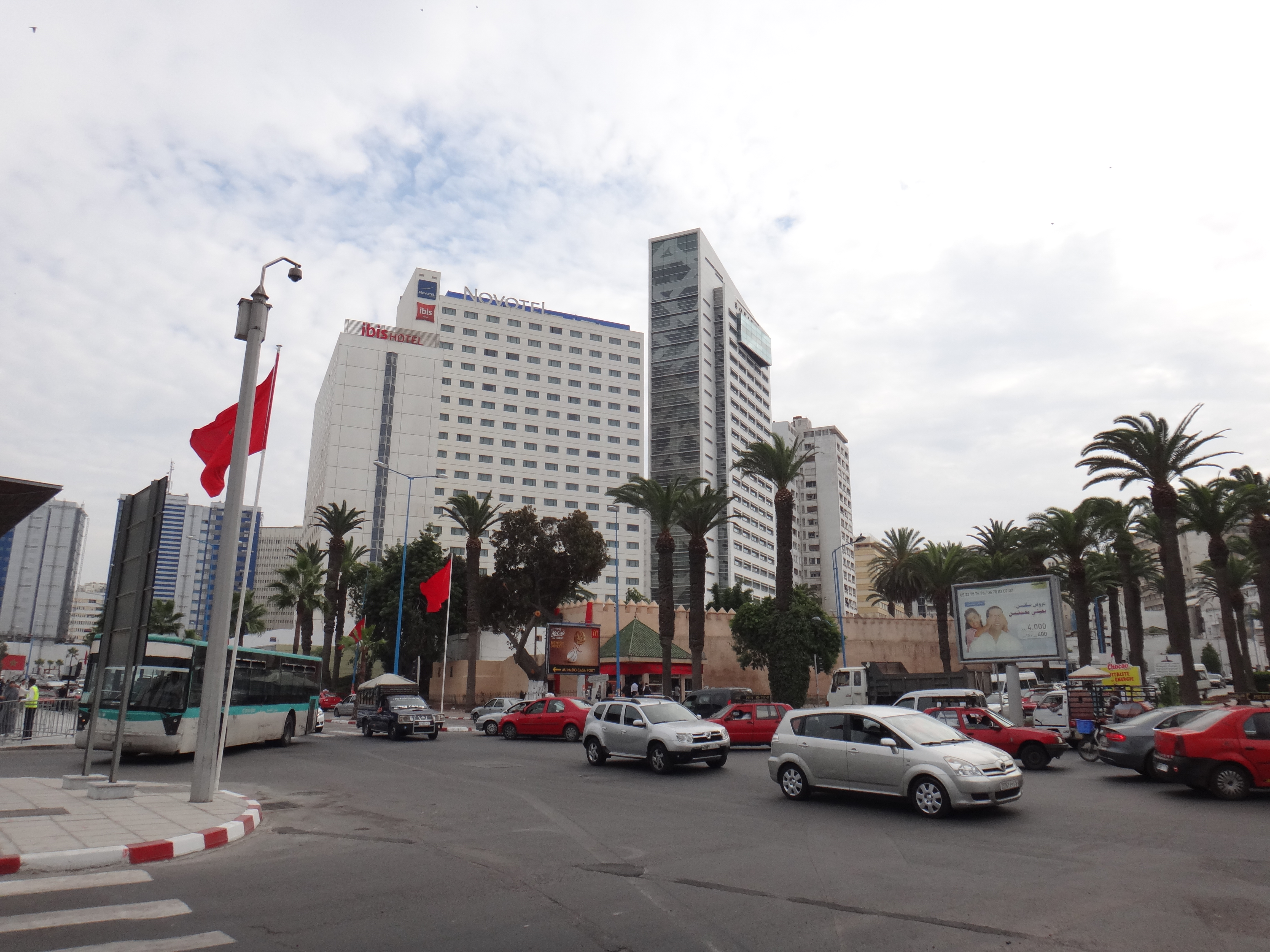
Sofitel Hôtel Casablanca, 95 m.

## Plus hautes constructions
| Rang | Nom                           | Hauteur m | Étages | Année |
| ---- | ----------------------------- | --------- | ------ | ----- |
| 1    | Mosquée Hassan-II             | 210 m     | 3      | 1993  |
| 2    | Casablanca Finance City Tower | 122 m     | 28     | 2019  |
| 3    | Twin Center                   | 115 m     | 28     | 1999  |
| 4    | Tour Attijariwafa Bank        | 114 m     | 25     | 2025  |
| 5    | Tour Banque Populaire         | 105,6 m   | 27     | 2025  |
| 6    | ANP Tower                     | 105 m     | 25     | 2020  |
| 7    | Sofitel Hôtel Casablanca      | 95 m      | 24     | 2011  |
| 8    | Casablanca Business Tower A   | 95 m      | 22     | 2024  |
| 9    | Casablanca Business Tower B   | 92 m      | 22     | 2024  |
| 10   | Capital Tower                 | 91 m      | 21     | 2022  |
| 11   | Royal Mansour Hotels          | 85 m      | 24     | 2024  |
| 12   | Tour Habous                   | 84 m      | 21     | 1983  |
| 13   | Immeuble Liberté              | 78 m      | 18     | 1951  |
| 14   | BMCI                          | 75 m      | 16     | 1951  |
| 15   | Tour Atlas                    | 72 m      | 20     | 1974  |
| 16   | Résidence El Manar            | 72 m      | 17     |       |
| 17   | Hotel Grand Mogador           | 71 m      | 18     | 2010  |
| 18   | 30, Rue Sidi Belyout          | 71 m      | 18     | 1970  |
| 20   | Villas Paquet                 | 65 m      | 16     | 1950  |
| 21   | Novotel Hotel Casablanca      | 70 m      | 19     | 2007  |
| 22   | Hotel Sheraton Casablanca     | 70 m      | 16     | 1989  |
| 23   | RMA Watanya                   | 67,2 m    | 17     | 1951  |
| 24   | CIMR (Palmier)                | 66,5 m    | 18     |       |
| 25   | Immeuble OCE                  | 66 m      | 18     | 1972  |
| 26   | Hotel Golden Tulip Farah      | 65 m      | 18     | 1982  |
| 27   | CIH                           | 65 m      | 17     |       |
| 28   | Turquoise (1)                 | 65 m      | 17     | 2018  |
| 29   | Wilaya de Casablanca          | 65 m      | 3      | 1937  |
| 30   | Oceanes 2                     | 64 m      | 17     | 2017  |
| 25   | Oceanes 1                     | 64 m      | 18     |       |
| 26   | Résidence Khouribga           | 63 m      | 18     |       |
| 27   | Résidence les Fleures         | 63 m      | 15     |       |
| 28   | 16, Rue Al Oraibi Jilali      | 62,8 m    | 13     |       |
| 29   | Immeuble Zerktouni            | 62,3 m    | 18     |       |
| 30   | 1 ,Rue Allal el Fasi          | 62 m      | 13     |       |
| 31   | Hotel Movenpick               | 60,7 m    | 17     | 1989  |
| 32   | 28, Rue Arriachi              | 60,7 m    | 15     |       |
| 33   | 2, Rue Karachi                | 60,2 m    | 14     |       |
| 34   | Résidence Ibn Battouta        | 60 m      | 18     |       |
| 35   | Tour Végétal (A)              | 60 m      | 17     | 2017  |
| 36   | Tour Végétal (C)              | 60 m      | 17     | 2017  |
| 37   | Turquoise (2)                 | 60 m      | 17     | 2018  |
| 38   | Turquoise (3)                 | 60 m      | 17     | 2018  |
| 39   | CIMR                          | 60 m      | 16     | 2020  |
| 40   | 199, Boulevard Hassan II      | 60 m      | 15     |       |
| 41   | 193, Boulevard Hassan II      | 60 m      | 15     |       |
| 42   | Attijariwafa Bank Casablanca  | 59,5 m    | 14     |       |
| 43   | 44, Avenue des FAR            | 59 m      | 16     |       |
| 44   | Résidence Shemsi              | 58,3 m    | 18     |       |
| 45   | 228, Boulevard Mohammed V     | 58,1 m    | 14     |       |
| 13   | Résidence Youssoufia          | 58 m      | 18     |       |
| 46   | 46, Avenue des FAR            | 57,3 m    | 16     |       |
| 47   | Hôtel Plaza                   | 57,1 m    | 13     |       |
| 48   | Commune Sidi Belyout          | 57,1 m    | 14     |       |
| 49   | Barcelo Tower                 | 57 m      | 17     | 2005  |
| 50   | Hotel Idou Anfa               | 57 m      | 18     | 1983  |
| 51   | 42, Avenue des FAR            | 57 m      | 16     |       |
| 52   | 46, Avenue des FAR            | 57 m      | 16     |       |
| 53   | Blue Park                     | 56,8 m    | 17     | 1981  |
| 54   | Axa Casablanca                | 56,8 m    | 14     | 1976  |
| 55   | Immeuble Anafe                | 56,5 m    | 17     |       |
| 56   | Hotel Anfa Port               | 56 m      | 17     | 2007  |
| 57   | 30, Avenue des FAR            | 56 m      | 16     |       |
| 58   | Résidence Badr                | 55,75 m   | 13     |       |
| 59   | Aérocity                      | 55,9 m    | 15     | 2018  |
| 60   | 28, Avenue des FAR            | 55 m      | 16     |       |
| 61   | Résidence Le Rif              | 54,9 m    | 13     |       |
| 62   | 131, Boulevard d'Anfa         | 54,7 m    | 15     |       |
| 63   | Immeuble Ibn Zaidoun          | 54,3 m    | 17     |       |
| 64   | Oceanes 3                     | 53,5 m    | 15     | 2018  |

## En construction
| Rang | Nom                  | Hauteur m | Étages | Année |
| ---- | -------------------- | --------- | ------ | ----- |
| 1    | Tour BCP             | 105 m     | 29     | 2021  |
| 2    | Casa Business Towers | 90 m      | 22     | 2022  |
| 3    | Capital Tower        | 84 m      | 21     | 2022  |

## Chronologie des records de hauteur
| Période        | Nom de la construction | Localisation | Hauteur | Image |
| -------------- | ---------------------- | ------------ | ------- | ----- |
| 1937 - 1951    | Wilaya de Casablanca   | Sidi Belyout | 65 m    |       |
| 1951 - 1983    | Immeuble Liberté       | Sidi Belyout | 78 m    |       |
| 1983 - 1999    | Tour Habous            | Sidi Belyout | 84 m    |       |
| 1999 - 2019    | Twin Center            | Maarif       | 115 m   |       |
| 2019 - présent | CFC Tower              | Hay Hassani  | 122 m   |       |